# Flikros
Flikros (Rosa obtusifolia) är en växtart i familjen rosväxter. Flikros är en rikt grenig buske som kan bli omkring två meter hög. Grenarna har starkt kloböjda taggar. 
Bladen är glansiga och nästan helt kala på ovansidan, undersidan har både vanliga hår och körtelhår längs mittnerven. 
Småbladen är dubbelsågade och har körtlar i kanten. Bladen har neutral lukt och är inte äppeldoftande. Flikros blommar i juni-juli med vita till rosa blommor som sitter få tillsammans. Foderbladen är flikiga med i kanten starkt körtelhåriga flikar, vid fruktmognaden är de nedvikta och faller av tidigt. Märkena är gleshåriga och bukettlikt samlade. Nyponen är kala och röda, nästan runda och kortare än sina skaft.
Flikros karaktäriseras av mycket flikiga körtelkantade foderblad, blad med dubbelsågad kant och körtelhårig mittnerv, samt de starkt kloböjda taggarna. Den liknar annars mest stenros (R. canina), men den senare har inte lika flikiga foderblad, enkelsågad bladkant utan körtlar på undersidan, samt svagt böjda taggar.  
Utbredning. Flikros är sällsynt och förekommer i kusttrakterna från Bohuslän, finns även på östkusten på några enstaka lokaler, den nordligaste lokalen i Sverige finns i Loftahammars skärgård. Den växer i skogsbryn, hagar och snår.
Etymologi. Artnamnet obtusifolia betyder 'med trubbiga blad' 
och kommer av latinets obtusus (trubbig) och folium (blad). 